# 太田川 (長岡市)
太田川（おおたがわ）は、新潟県長岡市を流れる信濃川水系の一級河川。

## 概要
太田川は長岡市の東山丘陵を源流とし、長岡市竹之高地町・蓬平町を経て、長岡市村松地内で平野部に出て水田地帯を流下し、浄土川などを合わせて長岡市左近町地先で信濃川に右支川として合流する河川延長12.543 km（キロメートル）、流域面積は41.7 km2（平方キロメートル）の河川である。太田川は信濃川合流点から1.20 kmは国直轄管理区間となっている。

## 歴史
太田川の治水は当初、信濃川の洪水防御を最優先課題として実施されていたが、徐々に内水対策へ移行した経緯がある。外水対策は内務省直轄事業として実施された。宮内地区では水害対策として捷水路が建設された。
近年の洪水被害には1961年（昭和36年）8月の洪水、2019年（令和元年）10月13日の令和元年東日本台風による浄土川の越水がある。浄土川は逆流防止水門が設置される予定である。

## 主な支川
一級河川に指定されている支川は以下6河川ある。
- 浄土川（じょうど、延長8.4 km）
- 釜沢川（かまさわ、延長1.3 km）
- 鬼面沢川（きめんざわ、延長0.7 km）
- 社段川（しゃだん、延長0.4 km）
- 赤羽根川（あかはね、延長0.8 km）
  - 細声川（ほそごえ、延長0.8 km）